# Megaphrynium
Megaphrynium es un género con cinco especies de plantas herbáceas perteneciente a la familia Marantaceae.  Es originario del oeste del África tropical hasta Uganda.

## Especies
- Megaphrynium distans
- Megaphrynium gabonense
- Megaphrynium macrostachyum
- Megaphrynium trichogynum
- Megaphrynium velutinum